# Liste der Einträge im National Register of Historic Places in Springfield (Massachusetts)

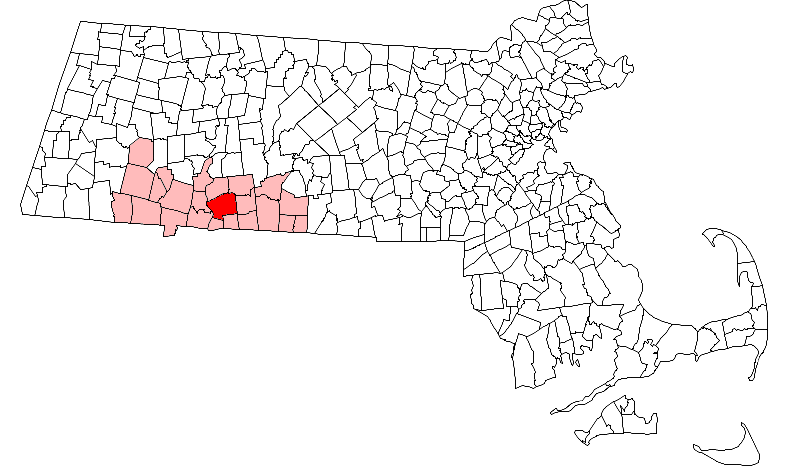
Lage von Springfield im Hampden County

Die Liste der Einträge im National Register of Historic Places in Springfield im Hampden County in Massachusetts führt alle Bauwerke, National Historic Landmarks und Historic Districts im Stadtgebiet von Springfield auf, die in das National Register of Historic Places aufgenommen wurden. Die Liste wurde aufgrund der Vielzahl der Einträge ausgelagert und ist integraler Bestandteil der Liste der Einträge im National Register of Historic Places im Hampden County, die alle außerhalb von Springfield gelegenen Einträge enthält.

## Legende
| NRHP | Historic Place    |
| NHS  | Historic Site     |
| HD   | Historic District |

## Aktuelle Einträge
| [ 1 ] | Name                                                                    | Bild                                                                    | Eintragsdatum                  | Lage                                                                                     | Ort         | Beschreibung |
| ----- | ----------------------------------------------------------------------- | ----------------------------------------------------------------------- | ------------------------------ | ---------------------------------------------------------------------------------------- | ----------- | --- |
| 1     | 1767 Milestones                                                         | 1767 Milestones                                                         | 7. Apr. 1971 ID-Nr. 71000084   | Entlang der Boston Post Road zwischen Springfield und Boston 42° 6′ 25″ N, 72° 34′ 46″ W | Springfield | Der Marker Nummer 1 befindet sich im Museum Springfield Armory, weitere stehen in den Counties Worcester, Middlesex, Norfolk und Suffolk. |
| 2     | Adams Apartment Building                                                | Adams Apartment Building                                                | 29. Sep. 2015 ID-Nr. 15000660  | 71 Adams St. 42° 5′ 49,9″ N, 72° 34′ 48″ W                                               | Springfield | |
| 3     | Ames Hill/Crescent Hill District                                        | weitere Bilder                                                          | 1. Mai 1974 ID-Nr. 74000368    | 42° 5′ 24″ N, 72° 34′ 37″ W                                                              | Springfield | |
| 4     | Apremont Triangle Historic District                                     | Apremont Triangle Historic District                                     | 27. Mai 1983 ID-Nr. 83000735   | 42° 6′ 19″ N, 72° 35′ 21″ W                                                              | Springfield | |
| 5     | Bangs Block                                                             | Bangs Block                                                             | 24. Feb. 1983 ID-Nr. 83000736  | 1119 Main St. 42° 6′ 0″ N, 72° 35′ 9,6″ W                                                | Springfield | |
| 6     | Baystate Corset Block                                                   | Baystate Corset Block                                                   | 24. Feb. 1983 ID-Nr. 83000737  | 395-405 Dwight St. und 99 Taylor St. 42° 6′ 21″ N, 72° 35′ 31″ W                         | Springfield | |
| 7     | Belle and Franklin Streets Historic District                            | Belle and Franklin Streets Historic District                            | 2. März 1989 ID-Nr. 89000039   | 77-103 Belle St. und 240-298 Franklin St. 42° 6′ 45″ N, 72° 35′ 31″ W                    | Springfield | |
| 8     | Bicycle Club Building                                                   | Bicycle Club Building                                                   | 24. Feb. 1983 ID-Nr. 83000738  | 264-270 Worthington St. 42° 6′ 18″ N, 72° 35′ 32″ W                                      | Springfield | |
| 9     | Elias Brookings School                                                  | Elias Brookings School                                                  | 4. Mai 2023 ID-Nr. 100008959   | 367 Hancock St. 42° 5′ 57″ N, 72° 34′ 0″ W                                               | Springfield | |
| 10    | Burbach Block                                                           | Burbach Block                                                           | 24. Feb. 1983 ID-Nr. 83000739  | 1113-1115 Main St. 42° 6′ 0″ N, 72° 35′ 9″ W                                             | Springfield | |
| 11    | The Calhoun Apartments                                                  | The Calhoun Apartments                                                  | 5. Nov. 2009 ID-Nr. 09000881   | 1391-1399 Dwight St. und 85 Jefferson Ave. 42° 6′ 58″ N, 72° 36′ 12,6″ W                 | Springfield | |
| 12    | Carlton House Block                                                     | Carlton House Block                                                     | 24. Feb. 1983 ID-Nr. 83000741  | 9-13 Hampden St. 42° 6′ 13″ N, 72° 35′ 40″ W                                             | Springfield | |
| 13    | Chapin National Bank Building                                           | Chapin National Bank Building                                           | 24. Feb. 1983 ID-Nr. 83000742  | 1675-1677 Main St. 42° 6′ 16″ N, 72° 35′ 42″ W                                           | Springfield | |
| 14    | Colonial Block                                                          | Colonial Block                                                          | 24. Feb. 1983 ID-Nr. 83000743  | 1139-55 Main St. 42° 6′ 1″ N, 72° 35′ 11″ W                                              | Springfield | |
| 15    | Court Square Historic District                                          | Court Square Historic District                                          | 2. Mai 1974 ID-Nr. 74000370    | 42° 6′ 2″ N, 72° 35′ 22″ W                                                               | Springfield | |
| 16    | Cutler and Porter Block                                                 | Cutler and Porter Block                                                 | 24. Feb. 1983 ID-Nr. 83000744  | 109 Lyman St. 42° 6′ 24″ N, 72° 35′ 31″ W                                                | Springfield | |
| 17    | Downtown Springfield Railroad District                                  | Downtown Springfield Railroad District                                  | 27. Mai 1983 ID-Nr. 83000745   | 42° 6′ 31″ N, 72° 35′ 25″ W                                                              | Springfield | |
| 18    | Driscoll’s Block                                                        | Driscoll’s Block                                                        | 24. Feb. 1983 ID-Nr. 83000746  | 211-13 Worthington St. 42° 6′ 14″ N, 72° 35′ 33″ W                                       | Springfield | |
| 19    | Ethel Apartment House                                                   | Ethel Apartment House                                                   | 6. März 1987 ID-Nr. 87000353   | 70 Patton St. 42° 6′ 54″ N, 72° 35′ 57″ W                                                | Springfield | |
| 20    | Evans Court Apartment Building                                          | Evans Court Apartment Building                                          | 29. Sep. 2015 ID-Nr. 15000661  | 22-24 Winthrop St. 42° 5′ 53,9″ N, 72° 34′ 55,9″ W                                       | Springfield | |
| 21    | Federal Square Historic District                                        |                                                                         | 15. März 2019 ID-Nr. 100003546 | 1 Federal St. 42° 6′ 35,1″ N, 72° 34′ 43″ W                                              | Springfield | |
| 22    | First Church of Christ, Congregational                                  | First Church of Christ, Congregational                                  | 1. Feb. 1972 ID-Nr. 72000135   | 50 Elm St. 42° 6′ 3″ N, 72° 35′ 23″ W                                                    | Springfield | |
| 23    | Fitzgerald’s Stearns Square Block                                       |                                                                         | 24. Feb. 1983 ID-Nr. 83000747  | 300-308 Bridge St. 42° 6′ 15″ N, 72° 35′ 30″ W                                           | Springfield | Nicht mehr existent. |
| 24    | Forest Park Heights Historic District                                   | weitere Bilder                                                          | 31. Aug. 1982 ID-Nr. 82004942  | Off MA 21 42° 5′ 4″ N, 72° 34′ 19″ W                                                     | Springfield | |
| 25    | French Congregational Church                                            | French Congregational Church                                            | 24. Feb. 1983 ID-Nr. 83004288  | 33-37 Bliss St. 42° 5′ 58″ N, 72° 35′ 16″ W                                              | Springfield | |
| 26    | Fuller Block                                                            | Fuller Block                                                            | 24. Feb. 1983 ID-Nr. 83000748  | 1531-1545 Main St. 42° 6′ 12″ N, 72° 35′ 33″ W                                           | Springfield | |
| 27    | Guenther & Handel’s Block                                               | Guenther & Handel’s Block                                               | 24. Feb. 1983 ID-Nr. 83000749  | 7-9 Stockbridge St. 42° 6′ 2″ N, 72° 35′ 11″ W                                           | Springfield | |
| 28    | Gunn and Hubbard Blocks                                                 | Gunn and Hubbard Blocks                                                 | 3. Dez. 1980 ID-Nr. 80000474   | 463-477 State St. 42° 6′ 27″ N, 72° 34′ 40″ W                                            | Springfield | |
| 29    | Hampden County Courthouse                                               | weitere Bilder                                                          | 1. Feb. 1972 ID-Nr. 72000134   | Elm St. 42° 6′ 1″ N, 72° 35′ 20″ W                                                       | Springfield | |
| 30    | Hampden Savings Bank                                                    | Hampden Savings Bank                                                    | 24. Feb. 1983 ID-Nr. 83000750  | 1665 Main St. 42° 6′ 16″ N, 72° 35′ 40″ W                                                | Springfield | |
| 31    | Hancock Apartment Building                                              | Hancock Apartment Building                                              | 29. Sep. 2015 ID-Nr. 15000662  | 116-118 Hancock, 130 Tyler Sts. 42° 6′ 24,1″ N, 72° 34′ 7″ W                             | Springfield | |
| 32    | Haynes Hotel Waters Building                                            | Haynes Hotel Waters Building                                            | 24. Feb. 1983 ID-Nr. 83000751  | 1386-1402 Main St. 42° 6′ 8″ N, 72° 35′ 26″ W                                            | Springfield | |
| 33    | Henking Hotel and Cafe                                                  |                                                                         | 24. Feb. 1983 ID-Nr. 83000752  | 15-21 Lyman St. 42° 6′ 30″ N, 72° 35′ 39″ W                                              | Springfield | Nicht mehr existent. |
| 34    | Hibernian Block                                                         |                                                                         | 24. Feb. 1983 ID-Nr. 83000753  | 345-349 Worthington St. 42° 6′ 21″ N, 72° 35′ 26″ W                                      | Springfield | Im Register unzutreffend als "Hiberian Block" eingetragen; nicht mehr existent.                                                           |
| 35    | Hooker Apartments                                                       | Hooker Apartments                                                       | 29. Juli 2013 ID-Nr. 13000596  | 2772-2786 Main & 7 Greenwich Sts. 42° 6′ 58,2″ N, 72° 36′ 25,1″ W                        | Springfield | |
| 36    | Indian Orchard Branch Library                                           | Indian Orchard Branch Library                                           | 26. Feb. 1999 ID-Nr. 99000258  | 44 Oak St. 42° 9′ 33″ N, 72° 30′ 17″ W                                                   | Springfield | |
| 37    | Ivernia Apartment Building                                              | Ivernia Apartment Building                                              | 29. Sep. 2015 ID-Nr. 15000663  | 91-93 Pine St. 42° 6′ 8,3″ N, 72° 34′ 21,7″ W                                            | Springfield | |
| 38    | Kennedy-Worthington Blocks                                              | Kennedy-Worthington Blocks                                              | 14. Juni 1979 ID-Nr. 79000347  | 1585-1623 Main St. und 166-190 Worthington St. 42° 6′ 15″ N, 72° 35′ 36″ W               | Springfield | |
| 39    | Kenwyn Apartments                                                       | Kenwyn Apartments                                                       | 14. Nov. 1994 ID-Nr. 94001467  | 6 Kenwood Park und 413-415 Belmont Ave. 42° 5′ 14″ N, 72° 33′ 47″ W                      | Springfield | |
| 40    | Laurel Hall                                                             | Laurel Hall                                                             | 6. März 1987 ID-Nr. 87000355   | 72-74 Patton St. 42° 6′ 36″ N, 72° 35′ 52,8″ W                                           | Springfield | |
| 41    | Maple-Union Corners                                                     | Maple-Union Corners                                                     | 26. Apr. 1976 ID-Nr. 76000243  | 77, 83, 76-78, 80-84 Maple St. 42° 6′ 5″ N, 72° 34′ 56″ W                                | Springfield | |
| 42    | Masonic Temple                                                          | Masonic Temple                                                          | 10. Nov. 1983 ID-Nr. 83003979  | 339-341 State St. 42° 6′ 20″ N, 72° 34′ 52″ W                                            | Springfield | |
| 43    | McIntosh Building                                                       | McIntosh Building                                                       | 24. Feb. 1983 ID-Nr. 83000754  | 158-64 Chestnut St. 42° 6′ 21″ N, 72° 35′ 25″ W                                          | Springfield | |
| 44    | McKinney Building                                                       | McKinney Building                                                       | 24. Feb. 1983 ID-Nr. 83000755  | 1121-27 Main St. 42° 6′ 0″ N, 72° 35′ 10″ W                                              | Springfield | |
| 45    | McKnight District                                                       | weitere Bilder                                                          | 26. Apr. 1976 ID-Nr. 76000255  | 42° 6′ 52″ N, 72° 34′ 19″ W                                                              | Springfield | |
| 46    | Memorial Square District                                                | Memorial Square District                                                | 29. Aug. 1977 ID-Nr. 77000180  | Main und Plainfield Sts. 42° 6′ 37″ N, 72° 36′ 10″ W                                     | Springfield | |
| 47    | Mills-Hale-Owen Blocks                                                  |                                                                         | 31. Okt. 1985 ID-Nr. 85003424  | 959-991 Main St. 42° 5′ 56″ N, 72° 35′ 6″ W                                              | Springfield | Nicht mehr existent. |
| 48    | Mills-Stebbins Villa                                                    | Mills-Stebbins Villa                                                    | 15. Okt. 1973 ID-Nr. 73000299  | 3 Crescent Hill 42° 5′ 27″ N, 72° 34′ 41″ W                                              | Springfield | |
| 49    | Milton Bradley Company                                                  | Milton Bradley Company                                                  | 24. Feb. 1983 ID-Nr. 83000756  | Park, Cross und Willow Sts. 42° 6′ 1″ N, 72° 35′ 1″ W                                    | Springfield | |
| 50    | Morgan Block                                                            | Morgan Block                                                            | 27. Mai 1983 ID-Nr. 83000757   | 313-333 Bridge St. 42° 6′ 15″ N, 72° 35′ 27″ W                                           | Springfield | |
| 51    | Myrtle Street School                                                    | Myrtle Street School                                                    | 3. Jan. 1985 ID-Nr. 85000024   | 64 Myrtle St. 42° 9′ 30″ N, 72° 30′ 25″ W                                                | Springfield | |
| 52    | New Bay Diner Restaurant                                                | New Bay Diner Restaurant                                                | 4. Dez. 2003 ID-Nr. 03001244   | 950 Bay St. 42° 7′ 51″ N, 72° 33′ 17″ W                                                  | Springfield | |
| 53    | Olmsted-Hixon-Albion Block                                              | Olmsted-Hixon-Albion Block                                              | 24. Feb. 1983 ID-Nr. 83000758  | 1645-1659 Main St. 42° 6′ 15″ N, 72° 35′ 40″ W                                           | Springfield | |
| 54    | Outing Park Historic District                                           | Outing Park Historic District                                           | 7. März 2012 ID-Nr. 12000068   | 42° 5′ 44,9″ N, 72° 34′ 47,2″ W                                                          | Springfield | |
| 55    | Patton and Loomis Block                                                 | Patton and Loomis Block                                                 | 24. Feb. 1983 ID-Nr. 83000759  | 1628-40 Main St. 42° 6′ 14″ N, 72° 35′ 40″ W                                             | Springfield | |
| 56    | Patton Building                                                         | Patton Building                                                         | 24. Feb. 1983 ID-Nr. 83000760  | 15-19 Hampden St. 42° 6′ 13″ N, 72° 35′ 40″ W                                            | Springfield | |
| 57    | Produce Exchange Building                                               | Produce Exchange Building                                               | 24. Feb. 1983 ID-Nr. 83000761  | 194-206 Chestnut und 115-125 Lyman St. 42° 6′ 25″ N, 72° 35′ 30″ W                       | Springfield | |
| 58    | Quadrangle-Mattoon Street Historic District                             | weitere Bilder                                                          | 8. Mai 1974 ID-Nr. 74000371    | 42° 6′ 16″ N, 72° 35′ 10″ W                                                              | Springfield | |
| 59    | Radding Building                                                        | Radding Building                                                        | 24. Feb. 1983 ID-Nr. 83000762  | 143-147 State St. 42° 6′ 4″ N, 72° 35′ 13″ W                                             | Springfield | |
| 60    | Republican Block                                                        | Republican Block                                                        | 26. Jan. 1978 ID-Nr. 78000447  | 1365 Main St. 42° 6′ 8″ N, 72° 35′ 25″ W                                                 | Springfield | |
| 61    | Julia Sanderson Theater                                                 | Julia Sanderson Theater                                                 | 10. Mai 1979 ID-Nr. 79000348   | 1676-1708 Main St. 42° 6′ 14″ N, 72° 35′ 44″ W                                           | Springfield | |
| 62    | Smith Carriage Company District                                         | Smith Carriage Company District                                         | 24. Feb. 1983 ID-Nr. 83000763  | 42° 6′ 0″ N, 72° 35′ 5″ W                                                                | Springfield | |
| 63    | Smith’s Building                                                        | Smith’s Building                                                        | 24. Feb. 1983 ID-Nr. 83000764  | 201-207 Worthington St. 42° 6′ 14″ N, 72° 35′ 34″ W                                      | Springfield | |
| 64    | South Congregational Church                                             | South Congregational Church                                             | 30. Apr. 1976 ID-Nr. 76000245  | 45 Maple St. 42° 6′ 8″ N, 72° 35′ 1″ W                                                   | Springfield | |
| 65    | South Main Street School                                                | South Main Street School                                                | 3. Jan. 1985 ID-Nr. 85000025   | 11 Acushnet Ave. 42° 5′ 31″ N, 72° 34′ 46″ W                                             | Springfield | |
| 66    | Springfield Armory National Historic Site                               | weitere Bilder                                                          | 15. Okt. 1966 ID-Nr. 66000898  | Armory Sq. 42° 6′ 29″ N, 72° 34′ 54″ W                                                   | Springfield | |
| 67    | Springfield District Court                                              | Springfield District Court                                              | 24. Feb. 1983 ID-Nr. 83000765  | 1600 E. Columbus Ave. 42° 6′ 3″ N, 72° 35′ 29″ W                                         | Springfield | |
| 68    | Springfield Fire & Marine Insurance Co.                                 | Springfield Fire & Marine Insurance Co.                                 | 24. Feb. 1983 ID-Nr. 83000766  | 195 State St. 42° 6′ 6″ N, 72° 35′ 11″ W                                                 | Springfield | |
| 69    | Springfield Safe Deposit and Trust Company                              | Springfield Safe Deposit and Trust Company                              | 8. Nov. 2003 ID-Nr. 03001118   | 127-131 State St. 42° 6′ 5″ N, 72° 35′ 12″ W                                             | Springfield | |
| 70    | Springfield Steam Power Company Block                                   | Springfield Steam Power Company Block                                   | 24. Feb. 1983 ID-Nr. 83000767  | 51-59 Taylor St. 42° 6′ 18″ N, 72° 35′ 33″ W                                             | Springfield | |
| 71    | St. James Apartments                                                    |                                                                         | 21. Jan. 2020 ID-Nr. 100003941 | 573 State St. 42° 6′ 33,1″ N, 72° 34′ 33,9″ W                                            | Springfield | |
| 72    | St. John’s Congregational Church & Parsonage - Parish for Working Girls | St. John’s Congregational Church & Parsonage - Parish for Working Girls | 28. Juni 2016 ID-Nr. 16000140  | 69 Hancock St. 42° 6′ 28,6″ N, 72° 34′ 5,8″ W                                            | Springfield | |
| 73    | St. Joseph’s Church                                                     | St. Joseph’s Church                                                     | 24. Feb. 1983 ID-Nr. 83002999  | Howard St. and E. Columbus Ave. 42° 5′ 52″ N, 72° 35′ 16″ W                              | Springfield | 2008 abgerissen. |
| 74    | Stacy Building                                                          | Stacy Building                                                          | 27. Mai 1983 ID-Nr. 83000768   | 41-43 Taylor St. 42° 6′ 17″ N, 72° 35′ 35″ W                                             | Springfield | |
| 75    | State Armory                                                            | State Armory                                                            | 3. Mai 1976 ID-Nr. 76000254    | 29 Howard St. 42° 5′ 55″ N, 72° 35′ 12″ W                                                | Springfield | |
| 76    | Stearns Building                                                        | Stearns Building                                                        | 24. Feb. 1983 ID-Nr. 83000770  | 289-309 Bridge St. 42° 6′ 14″ N, 72° 35′ 28″ W                                           | Springfield | |
| 77    | Trinity Block                                                           | Trinity Block                                                           | 24. Feb. 1983 ID-Nr. 83000771  | 266-84 Bridge St. 42° 6′ 15″ N, 72° 35′ 35″ W                                            | Springfield | |
| 78    | Union Trust Company Building                                            | Union Trust Company Building                                            | 9. Jan. 1978 ID-Nr. 78000448   | 1351 Main St. 42° 6′ 8″ N, 72° 35′ 22″ W                                                 | Springfield | |
| 79    | United Electric Co. Building                                            | United Electric Co. Building                                            | 24. Feb. 1983 ID-Nr. 83000772  | 73 State St. 42° 6′ 0″ N, 72° 35′ 18″ W                                                  | Springfield | |
| 80    | Upper Worthington Historic District                                     | Upper Worthington Historic District                                     | 31. März 1983 ID-Nr. 83000773  | Worthington, Federal, Summit und Armory Sts. 42° 6′ 47″ N, 72° 34′ 52″ W                 | Springfield | |
| 81    | The Verona Apartments                                                   | The Verona Apartments                                                   | 5. Nov. 2009 ID-Nr. 09000882   | 1245-1255 Dwight St. and 6-10 Allendale St. 42° 6′ 51,4″ N, 72° 36′ 7″ W                 | Springfield | |
| 82    | W C A Boarding House                                                    | W C A Boarding House                                                    | 24. Feb. 1983 ID-Nr. 83000776  | 19 Bliss St. 42° 5′ 59″ N, 72° 35′ 14″ W                                                 | Springfield | |
| 83    | Walker Building                                                         | Walker Building                                                         | 24. Feb. 1983 ID-Nr. 83000775  | 1228-1244 Main St. 42° 6′ 3″ N, 72° 35′ 17″ W                                            | Springfield | |
| 84    | Wason-Springfield Steam Power Blocks                                    | Wason-Springfield Steam Power Blocks                                    | 19. Juni 1979 ID-Nr. 79000349  | 27-43 Lyman St. und 26-50 Taylor St. 42° 6′ 17″ N, 72° 35′ 37″ W                         | Springfield | |
| 85    | Water Shops Armory                                                      | Water Shops Armory                                                      | 3. Dez. 1980 ID-Nr. 80000476   | 1 Allen St. 42° 5′ 43″ N, 72° 33′ 48″ W                                                  | Springfield | |
| 86    | Wells Block                                                             | Wells Block                                                             | 24. Feb. 1983 ID-Nr. 83000777  | 250-264 Worthington St. 42° 6′ 18″ N, 72° 35′ 35″ W                                      | Springfield | |
| 87    | Whitcomb Warehouse                                                      | Whitcomb Warehouse                                                      | 24. Feb. 1983 ID-Nr. 83004291  | 32-34 Hampden St. 42° 6′ 13″ N, 72° 35′ 44″ W                                            | Springfield | |
| 88    | Wigglesworth Building                                                   |                                                                         | 21. Jan. 2020 ID-Nr. 100003943 | 23 Oak St. 42° 6′ 31,1″ N, 72° 34′ 33,5″ W                                               | Springfield | |
| 89    | Willy’s Overland Block                                                  | Willy’s Overland Block                                                  | 24. Feb. 1983 ID-Nr. 83000778  | 151-157 Chestnut und 10-20 Winter Sts. 42° 6′ 21″ N, 72° 35′ 24″ W                       | Springfield | |
| 90    | Winchester Square Historic District                                     | weitere Bilder                                                          | 10. Mai 1979 ID-Nr. 79000350   | 42° 6′ 38″ N, 72° 33′ 45″ W                                                              | Springfield | |
| 91    | Worthy Hotel                                                            | Worthy Hotel                                                            | 24. Feb. 1983 ID-Nr. 83000779  | 1571 Main St. 42° 6′ 13″ N, 72° 35′ 34″ W                                                | Springfield | |